# Четверта битва при Матанікау
Наступальна операція біля Матанікау 1-4 листопада 1942 року, у деяких джерелах називається Четверта битва біля Матанікау — бойове зіткнення між підрозділами морської піхоти і армії США з однієї сторони і армією Імператорської Японії з іншої сторони в районі річки Матанікау і мису Крус на острові Гуадалканал у період Гуадалканальської кампанії під час Другої світової війни. Ця операція стала одним із останніх бойових зіткнень між силами США і Японії в районі Матанікау під час кампанії.
У цій операції сім батальйонів морської піхоти і армії США під загальним командуванням Александера Вандегріфта і тактичним командуванням Меррітта Едсона після перемоги в битві за Гендерсон-філд форсували річку Матанікау і атакували підрозділи японської армії між річкою і мисом Крус на північному березі Гуадалканалу. Цю місцевість захищав 4-й піхотний полк армії Японії під командуванням Номасу Накагуми і різних допоміжних підрозділів під загальним командуванням Харукіті Хякутаке. Після завдавання японським захисникам значних втрат, американці зупинили наступ і тимчасово відійшли через можливу загрозу наступу японських військ в інших частинах Гуадалканалу.

## Передумови

### Гуадалканальська кампанія
7 серпня 1942 року збройні сили Союзників (в більшості США) здійснили висадку на Гуадалканалі, Тулагі та Флоридських островах в архіпелазі Соломонових островів. Метою десанту було не дати можливості використовувати острови для будівництва японських баз, які могли загрожувати транспортним потокам між США та Австралією, а також створення плацдарму для кампанії з ізоляції головної японської бази в Рабаулі та підтримка суходільних сил Союзників у Новогвінейській кампанії. Гуадалканальська кампанія тривала шість місяців.
Неочікувано для японських військ на світанку 8 серпня їх атакували війська Союзників під командуванням генерал-лейтенанта Александера Вандегріфта, головним чином американська морська піхота, що висадилася на Тулагі та найближчих островах, а також біля японського аеродрому поблизу мису Лунга-Пойнт на Гуадалканалі (пізніше добудованого і названого Гендерсон-філд). Авіація Союзників, що базувалася на Гуадалканалі, отримала назву «ВПС Кактуса» (CAF) за кодовою назвою Союзників Гуадалканалу. Для захисту аеродрому морські піхотинці США створили оборонний периметр навколо мису Лунга.
У відповідь Генеральний штаб Збройних сил Японії відправив підрозділ японської 17-ї армії, корпус, що базувався в Рабаулі, під командуванням генерал-лейтенанта Харукіті Хякутаке, з наказом повернути контроль над Гуадалканалом. Підрозділи японської 17-ї армії почали прибувати на Гуадалканал 19 серпня.

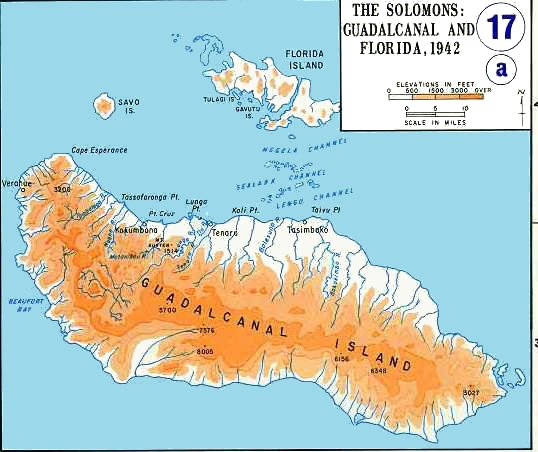
Карта Гуадалканалу та найближчих островів. Матанікау/мис Крус та мис Лунга розташовані в північно-західній частині острову (зверху зліва)

Через небезпеку зі сторони авіації CAF, яка базувалася на Гендерсон-філд, японці не могли використовувати великі повільні транспортні судна для доставки солдатів та озброєння на острів. Замість цього вони використовували головним чином легкі крейсери і ескадренні міноносці 8-го японського флоту під командуванням Гун'їті Мікави, які зазвичай встигали виконати рейс через протоку Слот до Гуадалканалу і назад за одну ніч, таким чином мінімізуючи загрози повітряних атак. Проте таким способом було можливо доставити лише солдат без важкого озброєння і припасів, у тому числі без важкої артилерії, автомобілів, достатніх запасів їжі, а тільки те, що солдати могли перенести на собі. Крім того, есмінці були необхідні для охорони звичайних конвоїв. Ця швидкісна доставка військовими кораблями мала місце протягом всієї кампанії на Гуадалканалі і отримала назву «Токійський експрес» у Союзників і «Щуряче транспортування» у японців.
Перша спроба японців відбити Гендерсон-філд силами підрозділу чисельністю 917 осіб закінчилася невдачею 21 серпня в бою біля річки Тенару. Наступна спроба була здійснена 12-14 вересня силами 6 000 солдатів під командуванням генерал-майора Кіетаке Кавагуті, вона закінчилася поразкою в битві за хребет Едсона. Після поразки на хребті Едсона Кавагуті і його солдати відійшли на захід до річки Матанікау на Гуадалканалі.
У той час, коли японські війська перегруповувались, американці зосередилися на укріпленні позицій по периметру Лунга. 18 вересня американський морський конвой доставив 4 157 солдатів 3-ї Тимчасової бригади морської піхоти (7-й полк морської піхоти США) на Гуадалканал. Ці підкріплення дозволили Вандегріфту, починаючи з 19 вересня, організувати безперервну лінію оборони по периметру Лунга.
Генерал Вандегріфт та його штаб були впевнені, що солдати Кавагуті відступили на захід від річки Матанікау та численні групи солдатів, що відстали, знаходяться на території між периметром Лунга та річкою Матанікау. Тому Вандегріфт вирішив здійснити ряд операцій невеликими підрозділами в районі річки Матанікау.
Перша операція американської морської піхоти проти японських військ західніше Матанікау, що проходила 23-27 вересня 1942 року силами трьох батальйонів, була відбита солдатами Кавагуті під командуванням полковника Акіносуке Оки. Під час другої операції значні сили морської піхоти перетнули річку Матанікау, атакували японські війська з 2-ї (Сендай) піхотної дивізії під командуванням генералів Масао Маруями та Юміо Насу, та завдали значних втрат японському 4-му піхотному полку. У результаті другої операції японці залишили свої позиції на східному березі Матанікау та відступили.
Тим часом генерал-майор Міллард Гармон, який командував американською армією в Південній частині Тихого океану, переконав віце-адмірала Роберта Л. Ґормлі, який командував силами Союзників в Південній частині Тихого океану, що американська морська піхота на Гуадалканалі негайно потребує підкріплення для оборони острову від наступного японського наступу. У результаті 13 жовтня морський конвой доставив 2 837 солдатів з 164-го піхотного полку, підрозділу Північна Дакота Національної гвардії США, що входила до 23-ї піхотної дивізії армії США, на Гуадалканал.

### Битва за Гендерсон-філд

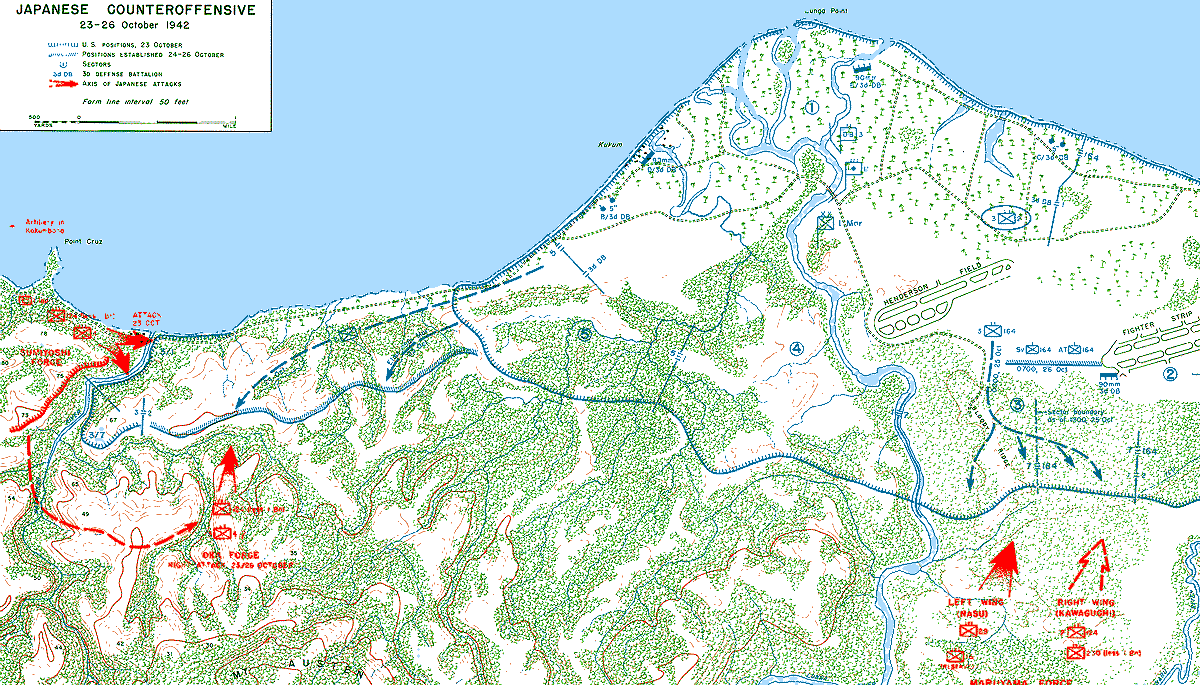
Карта битви 23-26 жовтня. Війська Сумійосі атакували із заходу від Матанікау (зліва), у той час як 2-а дивізія Маруями атакувала периметр Лунга з півдня (праворуч)

З 1 по 17 жовтня японці перекинули 15 000 солдатів на Гуадалканал, збільшивши чисельність контингенту Хякутаке до 20 000, в рамках підготовки наступу на Гендерсон-філд. Після втрати позицій на східному березі Матанікау японці вирішили, що атакувати оборонні позиції США вздовж берега буде складно. Тому Хякутаке вирішив, що головний напрям удару повинен бути південніше від аеродрому Гендерсон-філд. Його 2-а дивізія (підсилена одним полком 38-ї дивізії) під командуванням генерал-лейтенанта Масао Маруями, яка нараховувала 7 000 солдатів в трьох піхотних полках, що в свою чергу складалися з трьох батальйонів кожен, отримала наказ перейти через джунглі та атакувати американські оборонні позиції південніше східного берега річки Лунга. Щоб відволікти увагу американців від запланованої атаки з півдня, важка артилерія Хякутаке та п'ять батальйонів піхоти (близько 2 900 бійців) під командуванням генерал-майора Тадасі Сімійосі повинні були атакувати американські позиції із західної сторони вздовж прибережного коридору.
Сили Сумійосі, що включали два батальйони 4-го піхотного полку під командуванням полковника Номасу Накагуми, почали наступ на позиції американської морської піхоти в гирлі Матанікау ввечері 23 жовтня. Морські піхотинці США за допомогою артилерії та вогнепальної зброї відбили всі атаки атакуючих японських солдатів, зазнавши незначних втрат.
Починаючи з 24 жовтня протягом двох наступних ночей сили Маруями провели численні безрезультатні фронтальні атаки в південній частині периметру Лунга. Більше 1 500 солдатів Маруями загинули під час атак, в той же час американці втратили лише 60 бійців вбитими.
Наступні атаки біля Матанікау силами 124-го піхотного полку Оки 26 жовтня також були відбиті з великими втратами для японців. Тому о 08:00 26 жовтня Хякутаке наказав зупинити всі атаки та відступати. Приблизно половині вцілілих військ Маруями було наказано відійти на захід від району Матанікау, а 230-й піхотний полк під командуванням полковника Тосінарі Сьодзі був відправлений до мису Колі на схід від периметру Лунга. 4-й піхотний полк відступив до позицій на західному березі Матанікау та в районі мису Крус, а 124-й піхотний полк зайняв позиції на схилах гори Остін над долиною Матанікау.

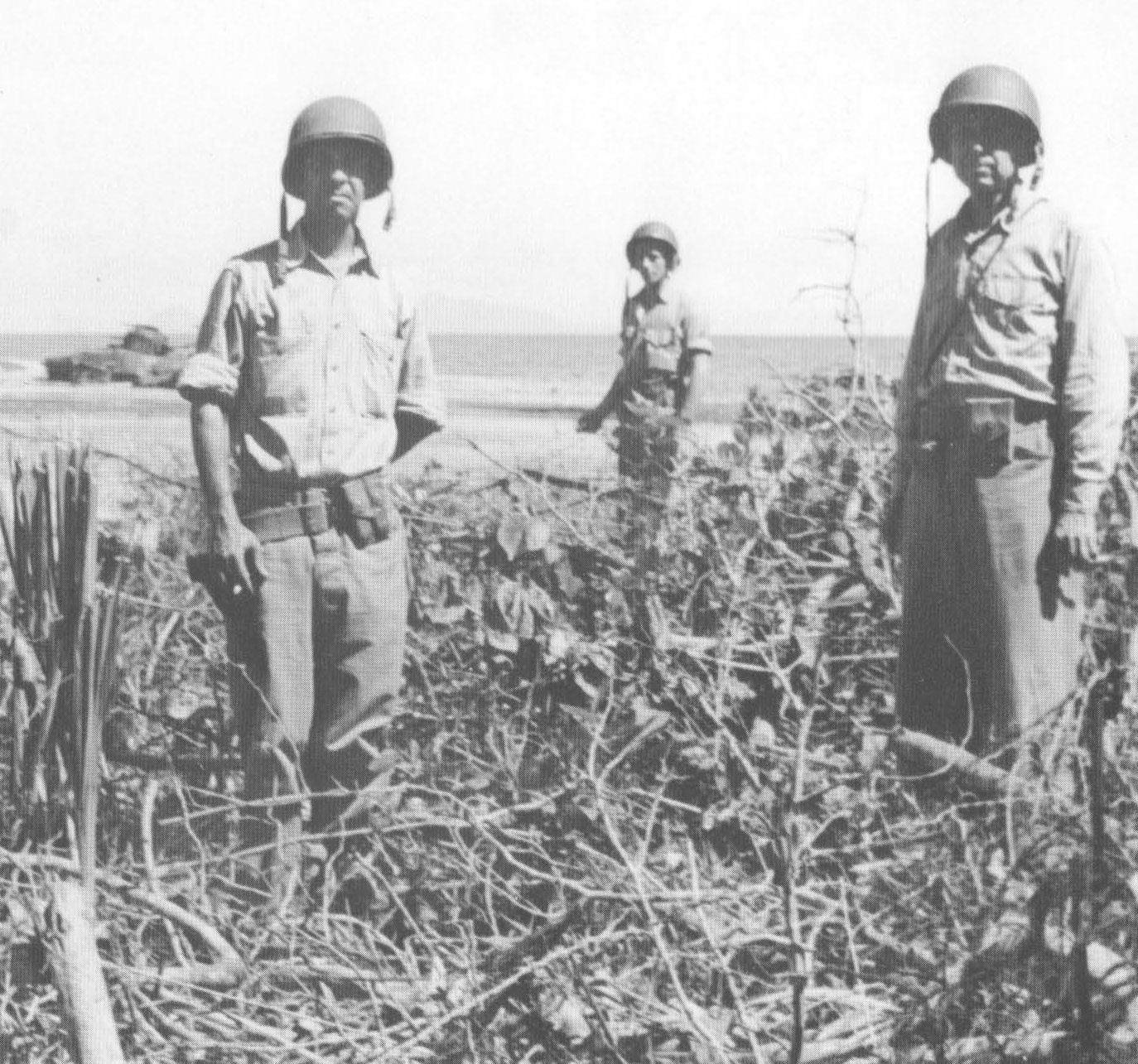
Полковник морської піхоти Меррітт Едсон (зліва), зфотографований недалеко від гирла Матанікау за декілька днів до листопадового наступу

Для того, щоб скористатися результатами перемоги Вандегріфт запланував ще один наступ на захід від Матанікау, який переслідував дві цілі: відкинути японські війська далі радіуса стрільби артилерії від Гендерсон-філд та відрізати солдатам Маруями шлях до поселення Кокумбона, де знаходилася штаб-квартира 17-ї армії. Для наступу Вандегріфт виділив три батальйони 5-го полку морської піхоти під командуванням полковника Меррітта Едсона та підсилений 3-й батальйон 7-го полку морської піхоти (отримав назву Група Велінга) під командуванням полковника Вільяма Велінга. Два батальйони 2-го полку морської піхоти залишалися в резерві. Наступ повинна була підтримувати артилерія 11-го полку морської піхоти та 164-го піхотного полку, авіація ВПС Кактус та артилерійський вогонь кораблів американського флоту. Едсону було доручено тактичне командування операцією.
Район річки Матанікау обороняли японські 4-й і 124-й піхотні полки. 4-й піхотний полк Накагуми обороняв територію в глибину близько 1000 ярдів (914 м) від берега моря, а 124-й піхотний полк Оки захищав простір вздовж річки. Обидва полки, що складалися на папері з шести батальйонів, були сильно послаблені бойовими втратами, тропічними хворобами та недоїданням. Фактично Ока описував свої війська тільки як «пів-сили».

## Хід битви
З 01:00 до 06:00 1 листопада інженерні підрозділи морської піхоти збудували три пішохідних містка через Матанікау. О 06:30 дев'ять артилерійських батарей морської піхоти та армії США (близько 36 гармат) та американських кораблів Сан-Франциско, Гелена і Стерретт відкрили вогонь по західному березі Матанікау, а американські літаки, в тому числі 19 бомбардувальників B-17 скинули бомби по даній місцевості. В той же час 1-й батальйон 5-го полку морської піхоти (1/5) форсував Матанікау біля гирла, а 2-й батальйон 5-го полку морської піхоти (2/5) та група Велінга форсували річку вище за течією. Морську піхоту зустрів японський 2-й батальйон 4-го піхотного полку під командуванням майора Масао Тамури.

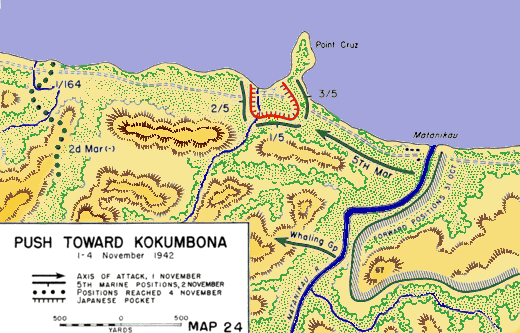
Карта наступу військ США біля Матанікау

2/5 та група Велінга зустріли незначний опір та захопили декілька хребтів південніше мису Крус в першій половині дня. Проте біля мису Крус 7-а рота батальйону Тамури чинила жорсткий опір наступаючим американським солдатам. За декілька годин боротьби рота С з 1/5 зазнала значних втрат, в тому числі загинули три офіцери, та була відкинута до Матанікау солдатами Тамури. Отримавши допомогу від ще однієї роти з 1/5 та пізніше двох рот з 3-го батальйону 5-го полку морської піхоти (3/5), а також завдяки кулеметному вогню капрала морської піхоти Ентоні Касаменто, американці змогли зупинити відступ.
Проаналізувавши положення на кінець дня, Едсон разом з полковником Джеральдом Томасом і підполковником Мерріллом Твінінгом зі штабу Вандегріфта прийняли рішення спробувати оточити японців біля мису Крус. Вони наказали 1/5 та 3/5 продовжити тиск на японських солдатів вздовж берега на наступний день, поки 2/5 рухається на північ, щоб оточити їх із західної та південної сторони від мису Крус. Батальйон ТАмури зазнав значних втрат в денному бою, від 7-ї та 5-ї рот Тамури залишилось лише 10 і 15 непоранених солдатів відповідно.

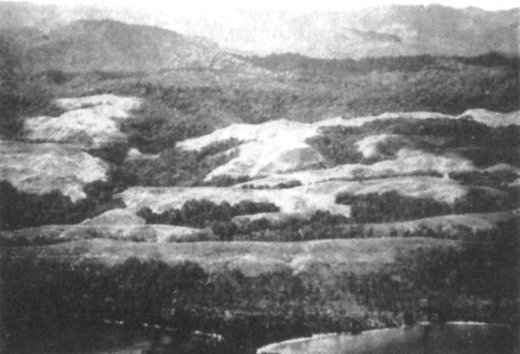
Район мису Крус на Гуадалнканалі, вид з південної сторони. Осередок японського опору був розташований біля основи мису, внизу в центрі фото

Побоюючись, що американські війська близькі до прориву оборони, штаб 17-ї армії Хякутаке терміново відправив солдатів, яких могли знайти під рукою, для зміцнення 4-го піхотного полку. Такими підрозділами виявилися 2-1 батальйон протитанкових гармат з 12-ма гарматами і 39-й дорожній будівельний підрозділ. Ці підрозділи зайняли позиції південніше і західніше мису Крус та приготувалися до бою.
Вранці 2 листопада, залишивши групу Велінга для прикриття флангів, солдати 2/5 відбули на північ та досягли західного берегу мису Крус, завершивши оточення японського угрупування. Японські солдати виявилися в центрі між прибережною стежкою та берегом із західної сторони мису та були захищені кораловими, земляними та дерев'яними укриттями, а також користувалися печерами та окопами. Американська артилерія обстріляла японські позиції вдень 2 листопада, проте реальні втрати, завдані японським захисникам, невідомі.
Пізніше в той же дель 1-ша рота з 2/5 провела фронтальну штикову атаку на північні позиції японської оборони, вбивши японських солдатів та зайнявши їх позиції. В той же час два батальйони 2-го полку морської піхоти перемістилися за район мису Крус.
О 06:30 3 листопада декілька японських солдатів зробили спробу вийти з оточення, але ця спроба була зірвана морськими піхотинцями. З 08:00 до півдня п'ять рот морської піхоти з 2/5 та 3/5, застосовуючи вогнепальну зброю, міномети, вибухівку, а також артилерійський вогонь, в тому числі прямою навдкою, завершили знищення японського котла біля мису Крус. Морський піхотинець Річард А. Неш, який брав участь в боях, писав:

Джип привіз 37-мм протитанкову гармату і капітан Ендрюс з роти D відправив солдатів, щоб встановити її на підвищення для стрільби по пальмовому гаю. Потім я почув це — прямо перед тим як гармата почала стріляти — жахливе ниття та спів, майже як в релігійному гімні… які йшли від японських солдатів, що попали в пастку. Потім гармата стала стріляти картеччю по ним, ще і ще, а потім, коли спів стих, та вогонь зупинили, настала повна тиша. Дехто з нас пішли до пальмових дерев та побачили розірвані тіла, що лежали рядами, можливо, 300 молодих японських солдатів. Тих хто врятувався не було.
Оригінальний текст (англ.)
A jeep wheeled up towing a 37-mm anti-tank gun and Captain Andrews of D Company put a crew of men to setting the thing up to fire into the palm grove. Then I heard it—just before the gun began firing—a weird wailing and moaning, almost a religious chant...coming from the trapped Japanese soldiers.  Then the gun fired canister shot into them, again and again, and after a while the chanting stopped and the firing stopped and for a moment it was all-quiet.  Some of us went among the palm trees to look, and there, row on row, were the torn and shattered bodies of perhaps 300 young Japanese soldiers.  There were no survivors.

Морські піхотинці захопили 12 37-мм протитанкових гармат, одну 70-мм польову гармату та 34 кулемети, нарахувавши 239 мертвих тіл японських солдатів, включаючи 28 офіцерів.

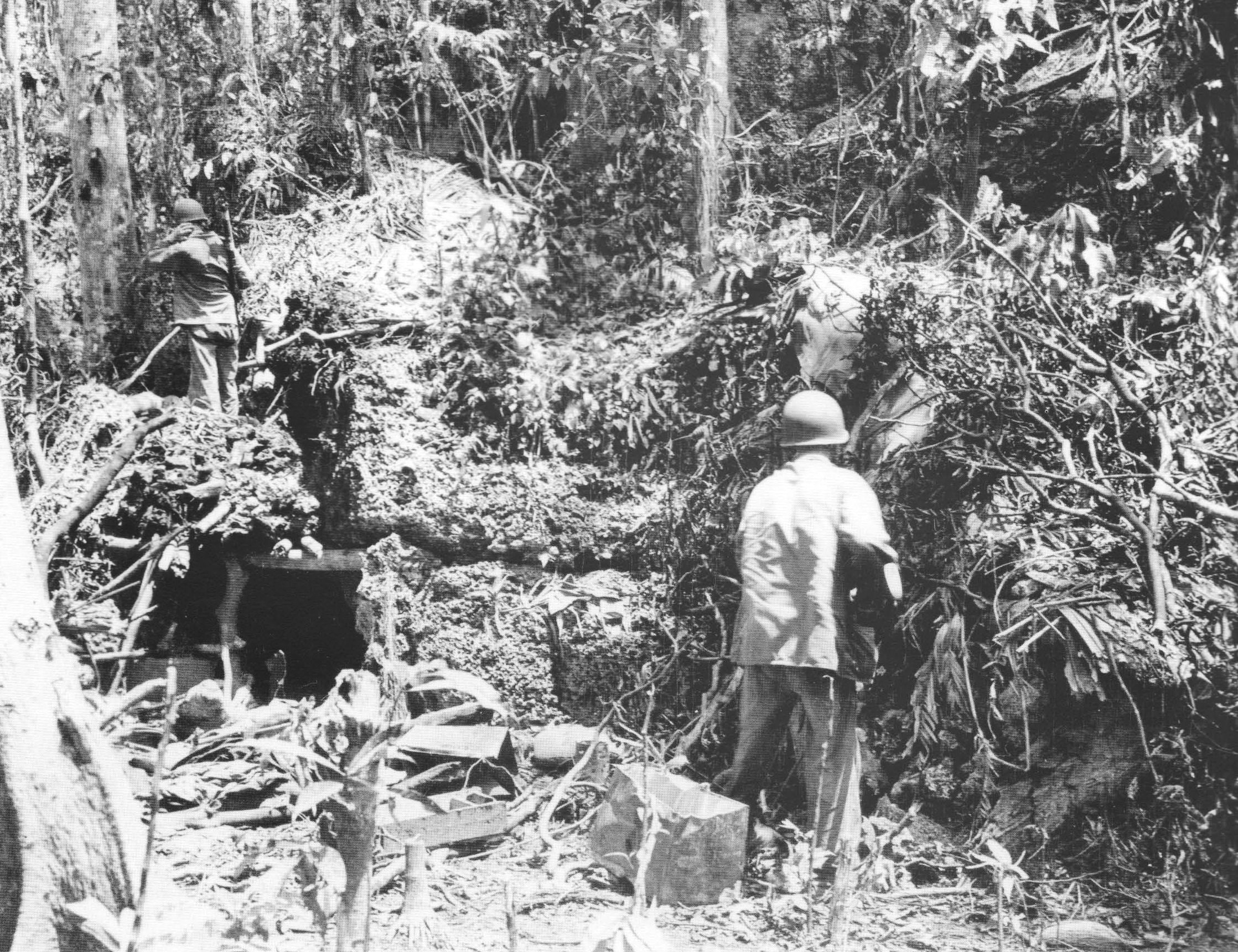
Два морських піхотинці перевіряють японський кораловий бункер біля мису Крус після бою 3 листопада

В той же час морські піхотинці з 2-го полку і групи Велінга продовжили просування вздовж берега, досягнувши точки в 3 500 ярдах (3 200 м) західніше від мису Крус до настання сутінок. Протистояли просуванню морської піхоти лише 500 солдатів, які залишилися від 4-го піхотного полку, підсиленого декількома вцілілими підрозділами, що брали раніше участь в боях біля мису Тенару та на хребті Едсона та виснаженими моряками з початкового гарнізону Гуадалканалу. Японці побоювалися, що вони не зможуть запобігти захоплення американцями поселення Кокумбона, що могло б відрізати шляхи для відступу 2-ї піхотної дивізії та створити велику загрозу для допоміжних підрозділів ар'єргарду та штабу японських сил на Гуадалканалі. Накагума у відчаї зібрався йти з розгорнутими прапорами в останню атаку, але був зупинений іншими офіцерами штабу 17-ї армії.
Проте відбулася важлива подія, яка дала японським військам відстрочку. Вранці 3 листопада підрозділи морської піхоти біля мису Колі на схід від периметру Лунга вступили в бій з 300 свіжими японськими солдатами, які недавно були висаджені з п'яти есмінців Токійського експресу. Це, а також той факт, що американці знали про переміщення великого загону японських військ в напрямку мису Колі після поразки в битві за Гендерсон-філд, дало американцям привід вважати, що японці планують провести масштабну наступальну операцію на периметр Лунга з району мису Колі.
Для того аби обговорити ситуацію, командири морської піхоти на Гуадалканалі зібрали нараду вранці 4 листопада. Твінінг запропонував продовжити наступ на захід від Матаніау. Едсон, Томас і Вандегріфт, навпаки, переконували закінчити наступальну операцію та перемістити війська, щоб протистояти загрозі зі сторони мису Колі. Тому в той же день 5-й полк морської піхоти і група Велінга були відкликані до мису Лунга. 1-й і 2-й батальйони 2-го полку морської піхоти, а також 1-й батальйон 164-го піхотного полку зайняли позиції в 2 000 ярдах (1 829 м) західніше мису Крус із довгостроковим завданням утримувати оборону в цьому місці. Відступ японських військ ще продовжувався. Вцілілі солдати з 2-ї Сендайської дивізії того дня почали підходити до Кокумбони. Приблизно в цей же час Накагума був вбитий артилерійським снарядом.

## Наслідки

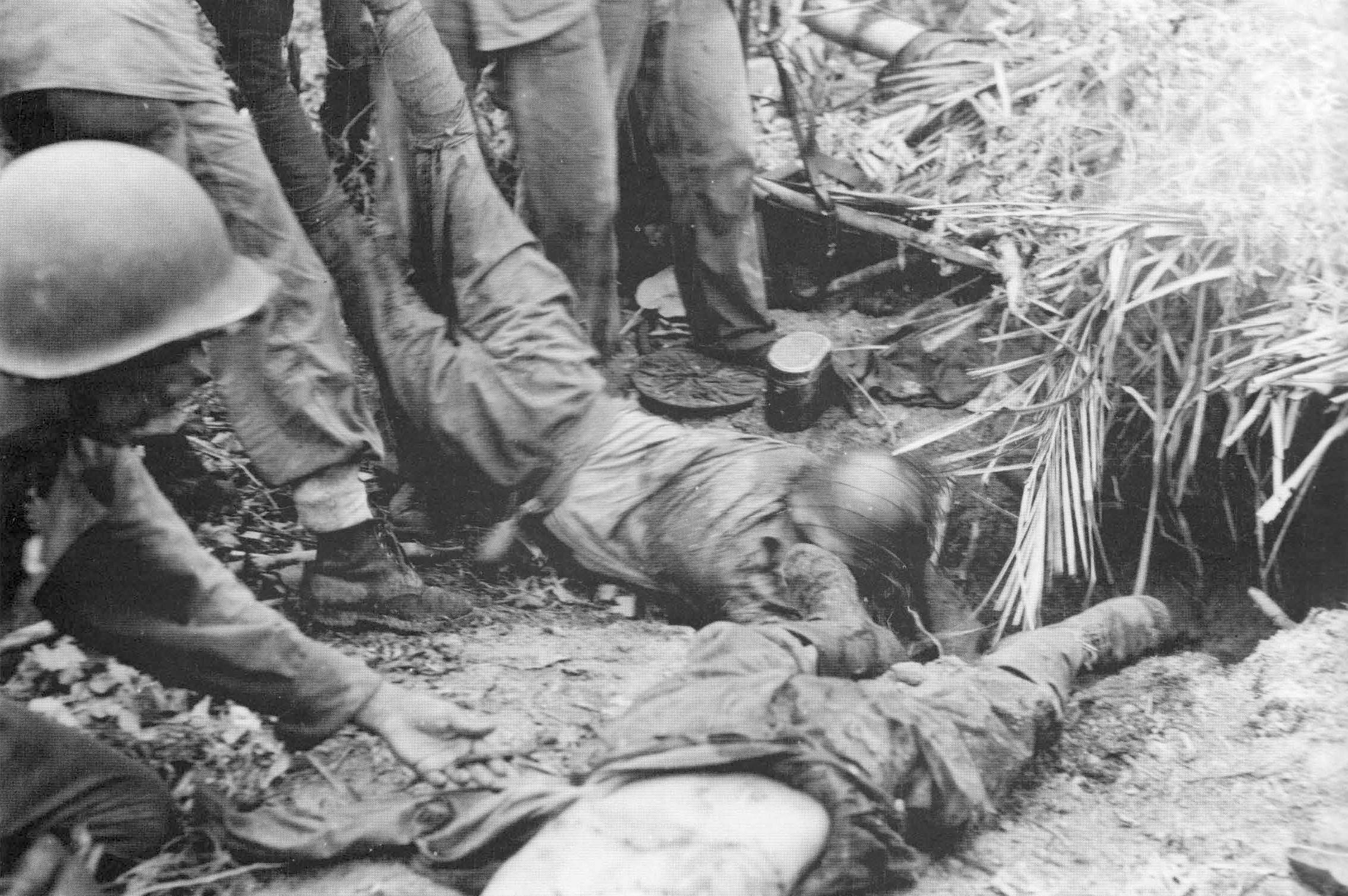
Морські піхотинці відносять тіла мертвих японських солдатів від бункеру поблизу мису Крус після битви на початку листопада.

Після переслідування японських солдатів біля мису Колі американці відновили наступ в західному напрямку до Кокумбони 10 листопада, надіславши три батальйони під командуванням полковника морської піхоти Джона Артура. В той час свіжі японські солдати 228-го піхотного полку 38-ї піхотної дивізії висадилися з Токійського експресу декількома ночами раніше, починаючи з 5 листопада, і чинили опір американському наступу. Досягнувши лише незначних успіхів, о 13:45 11 листопада Вандегріфт наказав всім американським військам повернутися на східний берег Матанікау.
Причиною наказу Вандегріфта про відхід стало отримання розвідувальної інформації від берегових спостерігачів, повітряної розвідки та радіоперехоплення про відправку значних японських підкріплень на Гуадалканал. Насправді японці в той момент відправили конвой з 10 000 солдатів 38-ї дивізії на Гуадалканал з наказом відбити та захопити Гендерсон-філд. В результаті зусиль американців по перехопленню конвою призвели до морської битви за Гуадалканал, вирішальній морській битві Гуадалканальської кампанії, в результаті якої більша частина японських підкріплень на острів не попала.
Американці знову перейшли Матанікау та знову провели наступ на захід починаючи з 18 листопада, але не змогли протистояти опору японських військ. Американський наступ був зупинений 23 листопада на лінії трохи західніше мису Крус. Американці і японці знаходилися на своїх позиціях впритул один до одного протягом наступних шести тижнів, коли, на завершальному етапі капманії американські війська почали свій останній наступ, що завершився евакуацією японських військ. Незважаючи на те, що американці були близькими до захоплення позицій японського ар'єргарду на початку листопада, цього не відбулося до фінальної стадії кампанії, коли американські війська увійшли в Кокумбону.

## Інтернет-публікації
- Anderson, Charles R. (1993). GUADALCANAL. The U.S. Army Campaigns of World War II. United States Army Center of Military History. CMH Pub 72-8. Архів оригіналу за 20 грудня 2007. Процитовано 9 липня 2006.
- Hough, Frank O.; Ludwig, Verle E., and Shaw, Henry I., Jr. Pearl Harbor to Guadalcanal. History of U.S. Marine Corps Operations in World War II. Архів оригіналу за 20 серпня 2011. Процитовано 16 травня 2006.
- Shaw, Henry I. (1992). First Offensive:  The Marine Campaign For Guadalcanal. Marines in World War II Commemorative Series. Архів оригіналу за 19 лютого 2012. Процитовано 25 липня 2006.
- Zimmerman, John L. (1949). The Guadalcanal Campaign. Marines in World War II Historical Monograph. Архів оригіналу за 19 лютого 2012. Процитовано 4 липня 2006.